# Britt-Marie var her (film)
Britt-Marie var her er en svensk drama film fra 2019 instrueret af Tuva Novotny. Filmen er baseret på romanen af Fredrik Backman.

## Medvirkende
- Pernilla August som Britt-Marie
- Vera Vitali som Anna
- Peter Haber som Kent
- Malin Levanon som Bank
- Mahmut Suvakci som Memo
- Anders Mossling som Sven
- Lancelot Ncube som Sami
- Olle Sarri som Fredrik
- Elliot Alabi Andersson som Omar
- Stella Oyoko Bengtsson som Vega

## Eksterne Henvisninger
- Britt-Marie var her på Internet Movie Database (engelsk)
- Britt-Marie var her på Filmdatabasen
- Britt-Marie var her på Scope
- Britt-Marie var her i Svensk Filmdatabas (svensk)
- Britt-Marie var her på The Movie Database (engelsk)
- Britt-Marie var her på Rotten Tomatoes (engelsk)
- Britt-Marie var her på Box Office Mojo (engelsk)
- Britt-Marie var her på Netflix (engelsk)